# 852 Wladilena
852 Wladilena è un asteroide della fascia principale del diametro medio di circa 23,01 km. Scoperto nel 1916, presenta un'orbita caratterizzata da un semiasse maggiore pari a 2,3627035 au e da un'eccentricità di 0,2741496, inclinata di 23,01460° rispetto all'eclittica.
L'asteroide è dedicato al leader sovietico Vladimir Lenin. Inizialmente, come altri asteroidi scoperti all'osservatorio di Simeiz durante la prima guerra mondiale, non poté essere comunicato subito all'Istituto Rechen dell'Università di Heidelberg e fu quindi identificato per alcuni anni con una sigla contenente Σ, la lettera sigma dell'alfabeto greco.